# West New York (New Jersey)
West New York – miasto w Stanach Zjednoczonych, w stanie New Jersey, w hrabstwie Hudson. Według spisu ludności z roku 2010, w West New York mieszka 49 708 mieszkańców.